# 栗耳凤鹛
栗耳凤鹛（学名：Staphida castaniceps）为鶲科凤鹛属的鸟类，俗名栗头凤鹛。分布于锡金、印度、孟加拉、缅甸、泰国、老挝、越南、加里曼丹岛以及中国大陆的四川、云南、广西、贵州、湖北、湖南、广东、福建等地，多见于活动于较高的灌丛顶端或在较小的幼树上（一般为阔叶树）。该物种的模式产地在印度阿萨姆邦Khasia Hills。

## 亚种
- 栗耳凤鹛滇西亚种（学名：Staphida castaniceps plumbeiceps）。分布于印度、缅甸以及中国大陆的云南等地。该物种的模式产地在印度阿萨姆邦。[2]
- 栗耳凤鹛华南亚种（学名：Staphida castaniceps torqueola）。分布于泰国、老挝、越南以及中国大陆的四川、湖北、湖南、浙江、福建、云南、贵州、广西、广东等地。该物种的模式产地在福建长汀。[3]